# 勤郡王
勤郡王，清朝世袭郡王。康熙二十三年（1684年），努爾哈赤曾孫、安郡王岳樂第十八子蘊端被封為郡王，封號勤，未得世袭罔替，每次襲封需遞降一級，一共传了一代一位。

## 勤郡王
- 1684年－1698年：已革貝子蘊端 初封郡王，1690年降貝子，1698年革退，無嗣